# Albotricha miniata
Albotricha miniata är en svampart som tillhör divisionen sporsäcksvampar, och som först beskrevs av Bessie Bernice Kanouse, och fick sitt nu gällande namn av Ain (G.) Raitviir. Albotricha miniata ingår i släktet Dasyscyphella, och familjen Hyaloscyphaceae. Arten är reproducerande i Sverige.